# سید رمضان شجاعی کیاسری
سید رمضان شجاعی کیاسری (زاده ۱۳۴۴ - ساری) قائم مقام وزیر کشور در امور بین‌الملل در دولت یازدهم و دوازدهم، مشاور پیشین وزیر کشور و نیز نماینده اصولگرا در دوره‌های هشتم و نهم مجلس شورای اسلامی است. وی همچنین نایب رئیس شورای نظارت بر صدا و سیما، نماینده رئیس مجلس در ستاد مبارزه با مفاسد اقتصادی، نایب رئیس کمیسیون فرهنگی در مجلس هشتم و سخنگو و عضو هیئت مؤسس سه نفره فراکسیون رهروان ولایت بوده است. وی از مدیران سابق صدا و سیما و رییس مرکز مازندران آن سازمان در دوران ریاست علی لاریجانی بود.